# 岩刻

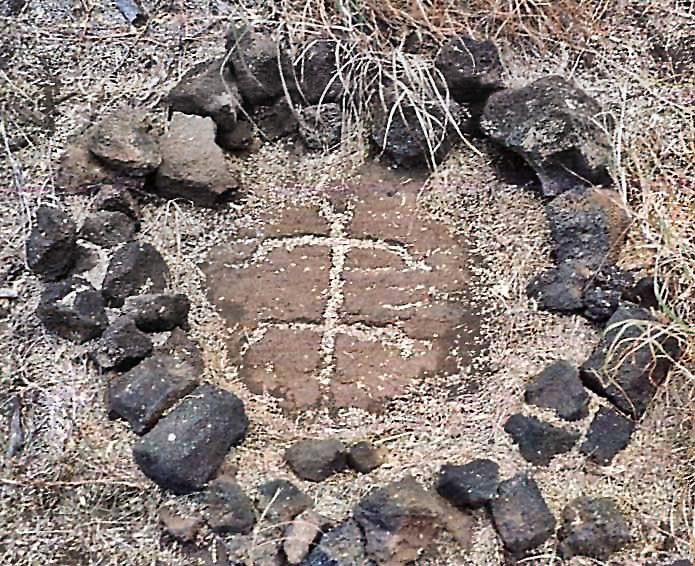
夏威夷島的岩刻

岩刻是指在山崖等岩石上雕刻出图案或文字的艺术形式。全世界到处都有岩刻，通常属于远古人类的杰作。“岩刻”不同于“岩画”或“摩崖石刻”。

## 外部連結
- Rock Art Studies: A Bibliographic Database （页面存档备份，存于） 班克羅夫特圖書館對岩畫藝術文獻的引用。